# Коломна (городской округ)
Городской округ Коло́мна — муниципальное образование в Московской области России. В современных границах существует с 6 октября 2020 года. На уровне административно-территориального устройства ему соответствует город областного подчинения Коломна с административной территорией.
Административный центр — город Коломна.

## География
Находится на юго-востоке области.
Граничит с городскими округами Ступино на западе, Кашира на юго-западе, Зарайск на юге, Луховицы на юго-востоке, Егорьевск на востоке и северо-востоке, Воскресенск на севере.

## История
25 ноября 2004 года законом Московской области № 153/2004-ОЗ город областного подчинения Коломна был наделён статусом городского округа.
6 апреля 2017 года городской округ Коломна и Коломенский муниципальный район были объединены в Коломенский городской округ.
8 июля 2017 года административно-территориальный Коломенский район был упразднён и преобразован в город областного подчинения Коломна с административной территорией.
6 октября 2020 года Коломенский городской округ и городской округ Озёры были объединены, новообразованный городской округ получил официальное наименование Городской округ Коломна.
5 ноября 2020 года сельские населённые пункты, подчинённые Озёрам, были отнесены в подчинение Коломне.
Законом от 9 декабря 2020 года была изменена категория города Озёры на категорию города, административно подчинённого городу областного значения Коломне.

## Население
| 2008     | 2009     | 2010     | 2011     | 2012     | 2013     | 2014     | 2015     | 2016     |
| -------- | -------- | -------- | -------- | -------- | -------- | -------- | -------- | -------- |
| 148 425  | →148 425 | ↘144 589 | ↗144 963 | →144 963 | ↘144 707 | ↘144 316 | ↘144 253 | ↘143 578 |
| 2017     | 2021     | 2023     | 2024     |          |          |          |          |          |
| ↗144 125 | ↗217 703 | ↘214 925 | ↘213 701 |          |          |          |          |          |

### Национальный состав
По итогам переписи населения 2020 года проживали следующие национальности (национальности менее 0,1 % и другое, см. в сноске к строке «Другие»):
| Национальность | Численность, чел. | Доля     |
| -------------- | ----------------- | -------- |
| Русские        | 195 152           | 89,64 %  |
| Украинцы       | 1022              | 0,47 %   |
| Татары         | 905               | 0,42 %   |
| Узбеки         | 898               | 0,41 %   |
| Армяне         | 883               | 0,41 %   |
| Таджики        | 417               | 0,19 %   |
| Киргизы        | 394               | 0,18 %   |
| Белорусы       | 333               | 0,15 %   |
| Азербайджанцы  | 330               | 0,15 %   |
| Мордва         | 307               | 0,14 %   |
| Другие         | 17 062            | 7,84 %   |
| Итого          | 217 703           | 100,00 % |

## Населённые пункты
В городской округ Коломна с 6 октября 2020 года входят 207 населённых пунктов: 2 города и 205 сельских населённых пунктов (в том числе 20 посёлков, 49 сёл и 136 деревень):
| №   | Населённый пункт                    | Тип населённого пункта | Население (чел.) | Упразднённое муниципальное образование |
| --- | ----------------------------------- | ---------------------- | ---------------- | -------------------------------------- |
| 1   | Коломна                             | город                  | ↘132 247         | Коломенский городской округ            |
| 2   | Озёры                               | город                  | ↘23 826          | Городской округ Озёры                  |
| 3   | Акатьево                            | село                   | ↘1262            | Коломенский городской округ            |
| 4   | Александровка                       | деревня                | ↗50              | Городской округ Озёры                  |
| 5   | Амерево                             | село                   | ↗464             | Коломенский городской округ            |
| 6   | Андреевка                           | деревня                | ↗458             | Коломенский городской округ            |
| 7   | Андреевское                         | село                   | ↗119             | Коломенский городской округ            |
| 8   | Апраксино                           | деревня                | ↗110             | Коломенский городской округ            |
| 9   | Афанасьево                          | деревня                | ↗69              | Коломенский городской округ            |
| 10  | Бабурино                            | деревня                | ↘224             | Городской округ Озёры                  |
| 11  | Бакунино                            | деревня                | ↗278             | Коломенский городской округ            |
| 12  | Барановка                           | деревня                | ↗107             | Коломенский городской округ            |
| 13  | Бардино                             | деревня                | ↗5               | Городской округ Озёры                  |
| 14  | Бебехово                            | деревня                | ↗13              | Городской округ Озёры                  |
| 15  | Бело-Колодезский участок            | посёлок                | ↗79              | Городской округ Озёры                  |
| 16  | Белые Колодези                      | село                   | ↗228             | Городской округ Озёры                  |
| 17  | Берняково                           | деревня                | ↗32              | Коломенский городской округ            |
| 18  | Биорки                              | посёлок                | ↗2099            | Коломенский городской округ            |
| 19  | Богдановка                          | деревня                | ↗251             | Коломенский городской округ            |
| 20  | Богородское                         | деревня                | ↗13              | Коломенский городской округ            |
| 21  | Боково-Акулово                      | деревня                | ↘90              | Городской округ Озёры                  |
| 22  | Болдаевка                           | деревня                | →6               | Городской округ Озёры                  |
| 23  | Болобново                           | деревня                | ↘17              | Городской округ Озёры                  |
| 24  | Большое Карасёво                    | деревня                | ↗79              | Коломенский городской округ            |
| 25  | Большое Колычёво                    | село                   | ↘121             | Коломенский городской округ            |
| 26  | Большое Уварово                     | деревня                | ↘219             | Городской округ Озёры                  |
| 27  | Борисово                            | деревня                | ↗95              | Коломенский городской округ            |
| 28  | Борисовское                         | деревня                | ↗150             | Коломенский городской округ            |
| 29  | Бортниково                          | деревня                | ↘6               | Коломенский городской округ            |
| 30  | Бояркино                            | село                   | ↗817             | Городской округ Озёры                  |
| 31  | Бузуково                            | деревня                | ↗4               | Коломенский городской округ            |
| 32  | Бутьково                            | деревня                | ↗27              | Городской округ Озёры                  |
| 33  | Варищи                              | деревня                | ↘15              | Городской округ Озёры                  |
| 34  | Васильево                           | село                   | ↗222             | Коломенский городской округ            |
| 35  | Верхнее Хорошово                    | деревня                | ↗96              | Коломенский городской округ            |
| 36  | Возрождение                         | посёлок                | ↘434             | Коломенский городской округ            |
| 37  | Воловичи                            | деревня                | ↗16              | Коломенский городской округ            |
| 38  | Ворыпаевка                          | деревня                | ↗72              | Коломенский городской округ            |
| 39  | Гололобово                          | село                   | ↗309             | Коломенский городской округ            |
| 40  | Горки                               | село                   | ↗129             | Коломенский городской округ            |
| 41  | Горностаево                         | деревня                | ↗76              | Коломенский городской округ            |
| 42  | Городец                             | село                   | ↗343             | Коломенский городской округ            |
| 43  | Городище-Юшково                     | деревня                | ↗92              | Коломенский городской округ            |
| 44  | Городки                             | деревня                | ↘51              | Коломенский городской округ            |
| 45  | Горы                                | село                   | ↗1211            | Городской округ Озёры                  |
| 46  | Грайвороны                          | деревня                | ↗28              | Коломенский городской округ            |
| 47  | Гришино                             | деревня                | ↗89              | Коломенский городской округ            |
| 48  | Губастово                           | деревня                | ↘472             | Коломенский городской округ            |
| 49  | Дарищи                              | село                   | ↗39              | Коломенский городской округ            |
| 50  | Дворики                             | деревня                | ↗43              | Коломенский городской округ            |
| 51  | Дмитровцы                           | село                   | ↘66              | Коломенский городской округ            |
| 52  | Доношово                            | деревня                | ↘19              | Городской округ Озёры                  |
| 53  | Дубенки                             | деревня                | ↗12              | Коломенский городской округ            |
| 54  | Дубна                               | деревня                | ↗30              | Коломенский городской округ            |
| 55  | Дуброво                             | деревня                | ↘8               | Коломенский городской округ            |
| 56  | Дулебино                            | деревня                | ↗26              | Городской округ Озёры                  |
| 57  | Елино                               | деревня                | ↗202             | Коломенский городской округ            |
| 58  | Емельяновка                         | деревня                | ↘718             | Городской округ Озёры                  |
| 59  | Ерково                              | деревня                | ↗21              | Коломенский городской округ            |
| 60  | Жиливо                              | деревня                | ↗94              | Городской округ Озёры                  |
| 61  | Запрудный                           | посёлок                | ↘125             | Коломенский городской округ            |
| 62  | Заречный                            | посёлок                | ↘673             | Коломенский городской округ            |
| 63  | Зарудня                             | деревня                | ↗1572            | Коломенский городской округ            |
| 64  | Захаркино                           | деревня                | ↘4               | Коломенский городской округ            |
| 65  | Зиновьево                           | деревня                | ↗43              | Коломенский городской округ            |
| 66  | Змеево                              | деревня                | ↗7               | Коломенский городской округ            |
| 67  | Игнатьево                           | деревня                | ↗33              | Коломенский городской округ            |
| 68  | Ильинское                           | деревня                | ↘0               | Коломенский городской округ            |
| 69  | Индустрия                           | посёлок                | ↘980             | Коломенский городской округ            |
| 70  | Исаиха                              | деревня                | ↘1               | Коломенский городской округ            |
| 71  | Каблучки                            | деревня                | ↗6               | Городской округ Озёры                  |
| 72  | Каменка                             | деревня                | →7               | Коломенский городской округ            |
| 73  | Каменка                             | посёлок                | ↘2               | Коломенский городской округ            |
| 74  | Каменка                             | село                   | ↗49              | Городской округ Озёры                  |
| 75  | Климово                             | деревня                | ↗26              | Городской округ Озёры                  |
| 76  | Клинское                            | деревня                | ↗9               | Городской округ Озёры                  |
| 77  | Клишино                             | село                   | ↘336             | Городской округ Озёры                  |
| 78  | Кобяково                            | деревня                | ↗6               | Городской округ Озёры                  |
| 79  | Колодкино                           | деревня                | ↘22              | Коломенский городской округ            |
| 80  | Комарёво                            | село                   | ↗104             | Городской округ Озёры                  |
| 81  | Комлево                             | деревня                | ↘3               | Коломенский городской округ            |
| 82  | Конев-Бор                           | деревня                | ↗80              | Коломенский городской округ            |
| 83  | Коробчеево                          | село                   | ↗520             | Коломенский городской округ            |
| 84  | Коростыли                           | деревня                | →0               | Коломенский городской округ            |
| 85  | Кочаброво                           | деревня                | ↘1               | Коломенский городской округ            |
| 86  | Кудрино                             | деревня                | →1               | Городской округ Озёры                  |
| 87  | Кудрявцево                          | деревня                | ↘11              | Коломенский городской округ            |
| 88  | Куземкино                           | деревня                | ↘14              | Коломенский городской округ            |
| 89  | Лёдово                              | деревня                | ↘27              | Городской округ Озёры                  |
| 90  | Лесной                              | посёлок                | ↘1659            | Коломенский городской округ            |
| 91  | Липитино                            | деревня                | ↗40              | Городской округ Озёры                  |
| 92  | Лукерьино                           | село                   | ↘543             | Коломенский городской округ            |
| 93  | Лыково                              | деревня                | ↘7               | Коломенский городской округ            |
| 94  | Лысцево                             | село                   | ↘136             | Коломенский городской округ            |
| 95  | Люблино                             | деревня                | ↗2               | Городской округ Озёры                  |
| 96  | Макшеево                            | село                   | ↗50              | Коломенский городской округ            |
| 97  | Маливо                              | село                   | ↗166             | Коломенский городской округ            |
| 98  | Малое Карасёво                      | деревня                | ↗279             | Коломенский городской округ            |
| 99  | Малое Уварово                       | деревня                | ↗47              | Коломенский городской округ            |
| 100 | Малышево                            | деревня                | ↘3               | Коломенский городской округ            |
| 101 | Марково                             | деревня                | ↗37              | Городской округ Озёры                  |
| 102 | Михеево                             | посёлок                | ↗1               | Коломенский городской округ            |
| 103 | Михеево                             | деревня                | ↘4               | Коломенский городской округ            |
| 104 | Молитвино                           | деревня                | ↘66              | Коломенский городской округ            |
| 105 | Молодинки                           | деревня                | ↘60              | Коломенский городской округ            |
| 106 | Морозовка                           | деревня                | ↘8               | Коломенский городской округ            |
| 107 | Мостищи                             | деревня                | ↗77              | Коломенский городской округ            |
| 108 | Мощаницы                            | деревня                | ↘90              | Городской округ Озёры                  |
| 109 | Мякинино                            | деревня                | ↗7               | Коломенский городской округ            |
| 110 | Мячково                             | село                   | ↘197             | Коломенский городской округ            |
| 111 | Найдено                             | деревня                | ↗20              | Городской округ Озёры                  |
| 112 | Настасьино                          | деревня                | ↗50              | Коломенский городской округ            |
| 113 | Негомож                             | деревня                | ↗2493            | Коломенский городской округ            |
| 114 | Непецино                            | посёлок станции        | ↘61              | Коломенский городской округ            |
| 115 | Непецино                            | село                   | ↘2359            | Коломенский городской округ            |
| 116 | Нестерово                           | деревня                | ↗31              | Коломенский городской округ            |
| 117 | Нижнее Хорошово                     | село                   | ↘1620            | Коломенский городской округ            |
| 118 | Никульское                          | село                   | ↗272             | Коломенский городской округ            |
| 119 | Новая                               | деревня                | ↘173             | Коломенский городской округ            |
| 120 | Новое                               | деревня                | →0               | Коломенский городской округ            |
| 121 | Новое Бобренево                     | село                   | ↗37              | Коломенский городской округ            |
| 122 | Новопокровское                      | деревня                | ↘47              | Коломенский городской округ            |
| 123 | Новоселки                           | посёлок                | ↘11              | Коломенский городской округ            |
| 124 | Новоселки                           | деревня                | ↗16              | Коломенский городской округ            |
| 125 | Облезьево                           | деревня                | ↗100             | Городской округ Озёры                  |
| 126 | Октябрьское                         | село                   | ↗393             | Коломенский городской округ            |
| 127 | Осёнка                              | посёлок                | ↘96              | Коломенский городской округ            |
| 128 | Павлеево                            | деревня                | ↘6               | Коломенский городской округ            |
| 129 | Паново                              | деревня                | ↗114             | Коломенский городской округ            |
| 130 | Паньшино                            | деревня                | ↗25              | Коломенский городской округ            |
| 131 | Парфентьево                         | село                   | ↗825             | Коломенский городской округ            |
| 132 | Паткино                             | деревня                | ↘14              | Городской округ Озёры                  |
| 133 | Первомайский                        | посёлок                | ↘1103            | Коломенский городской округ            |
| 134 | Пески                               | посёлок                | ↘3277            | Коломенский городской округ            |
| 135 | Пестриково                          | село                   | ↗500             | Коломенский городской округ            |
| 136 | Петрово                             | деревня                | ↘9               | Коломенский городской округ            |
| 137 | Печенцино                           | деревня                | ↘2               | Коломенский городской округ            |
| 138 | Пирочи                              | село                   | ↘1451            | Коломенский городской округ            |
| 139 | Подберезники                        | село                   | ↘10              | Коломенский городской округ            |
| 140 | Подлужье                            | деревня                | ↗133             | Коломенский городской округ            |
| 141 | Подмалинки                          | деревня                | ↘11              | Коломенский городской округ            |
| 142 | Подосинки                           | деревня                | ↘31              | Коломенский городской округ            |
| 143 | Полубояриново                       | деревня                | ↘1               | Коломенский городской округ            |
| 144 | Полурядинки                         | село                   | ↘885             | Городской округ Озёры                  |
| 145 | Шлюза «Северка»                     | посёлок                | ↘23              | Коломенский городской округ            |
| 146 | Проводник                           | посёлок                | ↘1018            | Коломенский городской округ            |
| 147 | Протасово                           | село                   | ↘174             | Городской округ Озёры                  |
| 148 | Пруссы                              | село                   | ↗7               | Коломенский городской округ            |
| 149 | Радужный                            | посёлок                | ↗2655            | Коломенский городской округ            |
| 150 | Реброво                             | деревня                | ↘5               | Городской округ Озёры                  |
| 151 | Редькино                            | село                   | ↘568             | Городской округ Озёры                  |
| 152 | Речицы                              | деревня                | →8               | Городской округ Озёры                  |
| 153 | Речки                               | деревня                | ↗63              | Коломенский городской округ            |
| 154 | Рождественка                        | деревня                | ↗11              | Коломенский городской округ            |
| 155 | Романовка                           | деревня                | ↘3               | Коломенский городской округ            |
| 156 | Рудаково                            | деревня                | ↗14              | Городской округ Озёры                  |
| 157 | Санино                              | деревня                | ↗227             | Коломенский городской округ            |
| 158 | Свиридоново                         | деревня                | ↗17              | Городской округ Озёры                  |
| 159 | Северское                           | село                   | ↗269             | Коломенский городской округ            |
| 160 | Сельниково                          | деревня                | ↗936             | Коломенский городской округ            |
| 161 | Сельцо-Петровское                   | деревня                | ↗19              | Коломенский городской округ            |
| 162 | Семёновское                         | деревня                | ↘60              | Коломенский городской округ            |
| 163 | Семёновское                         | посёлок                | ↘8               | Коломенский городской округ            |
| 164 | Семибратское                        | деревня                | ↘86              | Коломенский городской округ            |
| 165 | Сенницы-1                           | село                   | ↗98              | Городской округ Озёры                  |
| 166 | Сенницы-2                           | село                   | ↘61              | Городской округ Озёры                  |
| 167 | Сенцово                             | деревня                | ↗14              | Городской округ Озёры                  |
| 168 | Сеньково                            | село                   | ↘255             | Городской округ Озёры                  |
| 169 | Сергиевский                         | посёлок                | ↘3197            | Коломенский городской округ            |
| 170 | Сергиевское                         | село                   | ↗602             | Коломенский городской округ            |
| 171 | Смедово                             | деревня                | ↗71              | Городской округ Озёры                  |
| 172 | Солосцово                           | деревня                | ↗97              | Коломенский городской округ            |
| 173 | Сосновка                            | село                   | ↘401             | Городской округ Озёры                  |
| 174 | Старое                              | деревня                | ↗10              | Городской округ Озёры                  |
| 175 | Старое Бобренево                    | село                   | ↘228             | Коломенский городской округ            |
| 176 | Стояньево                           | деревня                | ↘13              | Городской округ Озёры                  |
| 177 | Стребково                           | деревня                | ↘2               | Городской округ Озёры                  |
| 178 | Субботово                           | деревня                | ↗23              | Коломенский городской округ            |
| 179 | Сурино                              | деревня                | ↗18              | Коломенский городской округ            |
| 180 | Сычёво                              | деревня                | ↗279             | Коломенский городской округ            |
| 181 | Тарбушево                           | деревня                | ↘588             | Городской округ Озёры                  |
| 182 | Тимирёво                            | деревня                | ↘31              | Коломенский городской округ            |
| 183 | Трегубово                           | деревня                | ↘9               | Городской округ Озёры                  |
| 184 | Троицкие Озёрки                     | село                   | ↗147             | Коломенский городской округ            |
| 185 | Туменское                           | деревня                | ↘67              | Коломенский городской округ            |
| 186 | Угорная Слобода                     | деревня                | ↘1               | Коломенский городской округ            |
| 187 | Ульяновка                           | деревня                | ↗2               | Коломенский городской округ            |
| 188 | Федосьино                           | село                   | ↘147             | Коломенский городской округ            |
| 189 | Фофаново                            | деревня                | ↗9               | Городской округ Озёры                  |
| 190 | Фроловское                          | село                   | ↘56              | Городской округ Озёры                  |
| 191 | Хлопна                              | деревня                | ↘0               | Коломенский городской округ            |
| 192 | Холмы                               | деревня                | ↗86              | Городской округ Озёры                  |
| 193 | Храброво                            | деревня                | ↗13              | Городской округ Озёры                  |
| 194 | центральной усадьбы совхоза «Озёры» | посёлок                | ↘2038            | Городской округ Озёры                  |
| 195 | Чанки                               | село                   | ↗552             | Коломенский городской округ            |
| 196 | Черкизово                           | село                   | ↗1790            | Коломенский городской округ            |
| 197 | Чиликино                            | деревня                | ↘2               | Городской округ Озёры                  |
| 198 | Чуркино                             | деревня                | ↘11              | Коломенский городской округ            |
| 199 | Шапкино                             | деревня                | ↗34              | Коломенский городской округ            |
| 200 | Шейно                               | деревня                | →0               | Коломенский городской округ            |
| 201 | Шелухино                            | деревня                | ↗21              | Коломенский городской округ            |
| 202 | Шеметово                            | село                   | ↘663             | Коломенский городской округ            |
| 203 | Шереметьево                         | деревня                | ↗3               | Коломенский городской округ            |
| 204 | Шкинь                               | село                   | ↘79              | Коломенский городской округ            |
| 205 | Щепотьево                           | деревня                | ↗88              | Коломенский городской округ            |
| 206 | Щурово                              | деревня                | 21               | Коломенский городской округ            |
| 207 | Якшино                              | деревня                | ↗50              | Городской округ Озёры                  |

## Общая карта
Легенда карты:
|  | Более 100 000 жителей   |
|  | 20 000 — 30 000 жителей |
|  | 3000—5000 жителей       |
|  | 2000—3000 жителей       |
|  | 1000—2000 жителей       |
|  | 500—1000 жителей        |
|  | Менее 500 жителей       |

## Органы местного самоуправления
Структуру органов местного самоуправления городского округа составляют:
- Совет депутатов городского округа;
- глава городского округа;
- администрация городского округа;
- Контрольно-счётная палата.

Администрация городского округа является исполнительно-распорядительным органом местного самоуправления городского округа (г. Коломна, площадь Советская, д. 1).
Администрацией городского округа руководит глава городского округа как высшее должностное лицо городского округа. Избирается местным Советом депутатов.
Совет депутатов городского округа Коломна является выборным представительным органом местного самоуправления. Состоит из 25 депутатов, избираемых на муниципальных выборах на основе всеобщего равного и прямого избирательного права при тайном голосовании сроком на пять лет.
Глава городского округа
С 19 ноября 2021 года Главой городского округа Коломна является Гречищев Александр Владимирович, ранее работавший на такой же должности в городском округе Егорьевск. С 9 октября по 19 ноября 2021 года был в должности временно исполняющего полномочия Главы городского округа Коломна.
Первый Глава городского округа Коломны был Валерий Иванович Шувалов
| № | Ф.И.О.                               | Сроки полномочий                            |
| - | ------------------------------------ | ------------------------------------------- |
| 1 | Шувалов Валерий Иванович             | 1991 г.-29 октября 2014 г.                  |
| 2 | Грачева Галина Владимировна          | 29 октября 2014 г.-11 ноября 2016 г.        |
| 3 | Смирнов Дмитрий Юрьевич (врио)       | 11 ноября 2016 г.- 16 декабря 2016 г.       |
| 4 | Лебедев Денис Юрьевич                | 16 декабря 2016 г.- 2 июля 2021 г.          |
| 5 | Мордовская Людмила Михайловна (врип) | 2 июля 2021 г.-9 октября 2021 г.            |
| 6 | Гречищев Александр Владимирович      | 9 октября 2021 г.- 19 ноября 2021 г. (врип) |
| 6 | Гречищев Александр Владимирович      | 19 ноября 2021 г.- наст. вр.                |